# Олійник Віталій Вікторович
Віта́лій Ві́кторович Олі́йник (1984—2022) — український військовослужбовець, учасник російсько-української війни, кавалер ордена За мужність III та II ступеня.

## З життєпису
Народився 1984 року в місті Вінниця. Наймолодший з трьох братів. 2004 року, коли приїжджав у відпустку під час служби в ЗСУ, познайомився з коханням усього життя — Аллою; через два роки вони одружилися. Повернувшись з армії, вирішив пов'язати своє життя зі службою в правоохоронних органах; вступив до одного з профільних вишів на Прикарпатті. Полюбляв спорт, займався рукопашним боєм; неодноразово був учасником всеукраїнських змагань. Влучно стріляв із різних видів зброї; чотири роки п служив у спецпідрозділі КОРД старшим інспектором з особливих доручень. 2008 року у Вінниці врятував двох підлітків.
З березня 2022-го у складі зведеного загону Національної поліції України «Сафарі» виконував бойові завдання на передовій. Загинув 22 травня 2022 року в Запорізькій області.
Без Віталія лишились дружина, донька і син.

## Нагороди
- Орден За мужність III ступеня
- Орден За мужність II ступеня[3]
- Відзнака «За участь в АТО»
- Медаль «10 років сумлінної служби»
- Медаль «15 років сумлінної служби»